# Pedro de Vasconcelos e Sousa
Pedro de Vasconcelos e Sousa, conde de Castelo Melhor, foi governador-geral do Brasil de 1711 a 1714. Sucedeu a Lourenço de Almada, que governou até 14 de outubro de 1711.